# Kucharz, złodziej, jego żona i jej kochanek
Kucharz, złodziej, jego żona i jej kochanek (ang. The Cook, the Thief, His Wife & Her Lover) – brytyjsko-francuski film dramatyczny z 1989 roku oparty na scenariuszu i reżyserii Petera Greenawaya. Wyprodukowany przez brytyjskie studio Palace Pictures i amerykańskie studio Miramax Films.
Premiera filmu miała miejsce 11 września 1989 roku podczas 14. Międzynarodowego Festiwalu Filmowego w Toronto.

## Fabuła
Angielski gangster Albert Spica (Michael Gambon) codziennie jada w ekskluzywnej restauracji Le Hollandais, której jest właścicielem. Stosunki z pracownikami restauracji, w tym z szefem kuchni Richardem Borstem (Richard Bohringer), nie układają się łatwo, głównie z powodu agresywnego zachowania Spiki. Małomówna i elegancka żona gangstera, Georgina (Helen Mirren), niezmiennie towarzyszy małżonkowi. Podczas jednej z wizyt w restauracji nawiązuje kontakt wzrokowy z jej innym bywalcem, właścicielem księgarni Michaelem (Alan Howard), czytającym w samotności przy stoliku nieopodal. Georgina i Michael nawiązują romans, choć przez kilka pierwszych schadzek nie wymieniają ze sobą ani słowa. Kochankowie muszą zachować swój związek w tajemnicy: najpierw spotykają się w damskiej toalecie, potem na zapleczu kuchni restauracji, w czym im pomagają Richard i inni pracownicy.
Kiedy Spica dowiaduje się o romansie żony, publicznie oświadcza, że zabije i zje swojego rywala. W obawie przed gniewem męża Georgina ukrywa się w mieszkaniu Michaela. Pracujący w restauracji chłopiec o imieniu Pup, często śpiewający dyszkantem, dostarcza im jedzenie. Pewnego dnia zostaje przechwycony w drodze przez ludzi Spiki. Chłopiec nie zdradza miejsca pobytu kochanków, jednak ma przy sobie pożyczoną od Michaela książkę, w której gangster znajduje adres księgarni. W czasie gdy Georgina odwiedza Pupa w szpitalu, jej mąż torturuje Michaela karmiąc go jego własnymi książkami i ostatecznie go zabija.
Georgina udaje się do Richarda i błaga go o przyrządzenie potrawy ze zwłok Michaela. Richard najpierw odrzuca jej prośbę, ale słysząc, że to wcale nie Georgina, lecz Spica miałby spożyć ciało, ustępuje. W ostatniej scenie filmu Spica zostaje zaproszony do zamkniętej restauracji, gdzie Georgina zmusza go do zjedzenia kawałka ciała Michaela, po czym zabija go i nazywa kanibalem.

## Obsada
- Richard Bohringer jako Richard Borst
- Michael Gambon jako Albert Spica
- Helen Mirren jako Georgina Spica
- Alan Howard jako Michael
- Tim Roth jako Mitchel
- Ciarán Hinds jako Cory
- Gary Olsen jako Spangler
- Ewan Stewart jako Harris
- Roger Ashton-Griffiths jako Turpin
- Liz Smith jako Grace
- Ian Dury jako Terry Fitch
- Diane Langton jako May Fitch
- Paul Russell jako Pup
- Ron Cook jako Mews
- Alex Kingston jako Adele
- Roger Lloyd-Pack jako Geoff
- Bob Goody jako Starkie